# Hatto Beyerle
 (décembre 2017).
Si vous disposez d'ouvrages ou d'articles de référence ou si vous connaissez des sites web de qualité traitant du thème abordé ici, merci de compléter l'article en donnant les références utiles à sa vérifiabilité et en les liant à la section « Notes et références ».
Hatto Beyerle (né le 20 juin 1933 à Francfort-sur-le-Main et mort le 16 octobre 2023 à Hanovre) est un altiste germano-autrichien, chambriste, chef d'orchestre et professeur de musique.

## Biographie
Hatto Beyerle naît le 20 juin 1933 à Francfort.
Il étudie l'alto avec Ulrich Koch à l'Université de musique de Fribourg, le violon avec Ricardo Odnoposoff à Vienne, la composition avec Alfred Uhl et la direction d'orchestre avec Hans Swarowsky.
En 1960, il cofonde l'orchestre de chambre Wiener Solisten avec qui il entreprend de nombreuses tournées de concerts. En 1970, il fonde avec Günter Pichler le quatuor Alban Berg dont il reste membre jusqu'en 1981. Avec ce quatuor à cordes, il remporte de nombreux prix nationaux et internationaux. De 1982 à 1998, il est membre de L'Ensemble.
Hatto Beyerle travaille de 1964 à 1987 comme professeur d'alto et de musique de chambre à l'Académie de musique et des arts du spectacle de Vienne. Depuis 1987, il est professeur à la Hochschule für Musik, Theater und Medien Hannover et de 1990 à 2004, professeur à l'Académie de musique de la ville de Bâle (de). Depuis 1998, il donne régulièrement des Classes de maître à la Scuola di Musica di Fiesole (Florence) et des Gastkurse pour alto et de musique de chambre aux États-Unis et au Canada.
En tant que chef d'orchestre, Hatto Beyerle dirige la Konzertvereinigung du Konzerthaus de Vienne de 1985 à 1998.
Parmi ses étudiants, on trouve Veronika Hagen (en), Hartmut Rohde (en), Matthieu Stefanelli, le Quatuor Hagen, le Quatuor de Leipzig, le Quatuor Szymanowski, le Trio Jean Paul, le Quatuor Artis, le Galatea Quartet (en), Meta4 (de) et le Quatuor Iturriaga (de).
En 2004, Beyerle est le créateur de l'European Chamber Music Academy (en) et le directeur artistique du Europäischen Kulturforums Grossraming (Autriche).
Il meurt le 16 octobre 2023.